# Deșteaptă-te, române!
Deșteaptă-te, române! (¡Despiértate, rumano!) es el título del himno nacional de Rumania. Sus versos están compuestos por Andrei Mureșanu (1816–1863) y su música por Anton Pann (1796–1854).

## Historia
Fue escrito y publicado en los principados rumanos de Moldavia y Valaquia durante las Revoluciones de 1848, cuando se le daba el nombre de "Un răsunet" (Un eco). Fue aceptado de inmediato por los rebeldes nacionalistas rumanos, y fue cantado por vez primera el 29 de julio del mismo año en la localidad de Râmnicu Vâlcea, donde fue trasformado en himno con el título "Deșteaptă-te, Române" (Despiértate, rumano).
Este himno se hizo de inmediato con la simpatía de los nacionalistas rumanos por su mensaje esperanzador de libertad y patriotismo, aunque no fue adoptado como himno nacional del Reino de Rumania en 1866 debido a que no mostraba una letra elogiosa hacia un monarca o una dinastía (como era usual en los himnos europeos de la época). No obstante, el Deșteaptă-te, române conservó su popularidad como canción patriótica y como tal se mantuvo presente en todos los conflictos bélicos de Rumania. 
Con la caída de la dictadura fascista en 1944, y la proclamación de la República Popular en 1947, las nuevas autoridades prohibieron el uso del Deșteaptă-te, române, lo que fue revocado en 1977, aunque siguió sin gozar de la aprobación gubernamental. En 1989, durante la revolución anticomunista contra el régimen de Nicolae Ceaușescu, el Deșteaptă-te, române también estuvo presente entre los manifestantes que pedían su derrocamiento en las calles de Bucarest. En este caso el renovado uso público de la vieja canción patriótica, cantada por centenares de manifestantes en simultáneo, era una señal evidente de rebeldía contra el gobierno de Ceaușescu. De esta manera el Deșteaptă-te, române llegó a ser himno nacional informal del país en diciembre de 1989 bajo presión de las masas de manifestantes, obteniendo reconocimiento oficial como himno rumano en 1990.

## Letra
Solo se cantan la primera, segunda, cuarta y última estrofa.

### Letra en rumano
| Oficial en rumano | Original en cirílico rumano (1848) | Transcripción AFI |
| Deșteaptă-te, române, din somnul cel de moarte, În care te-adânciră barbarii de tirani! Acum ori niciodată, croiește-ți altă soarte, La care să se-nchine și cruzii tăi dușmani. Acum ori niciodată să dăm dovezi la lume Că-n aste mâni mai curge un sânge de roman, Și că-n a noastre piepturi păstrăm cu fală-un nume Triumfător în lupte, un nume de Traian! Înalță-ți lata frunte și caută-n giur de tine, Cum stau ca brazi în munte voinici sute de mii; Un glas ei mai așteaptă și sar ca lupi în stâne, Bătrâni, bărbați, juni, tineri, din munți și din câmpii! Priviți, mărețe umbre, Mihai, Ștefan, Corvine, Româna națiune, ai voștri strănepoți, Cu brațele armate, cu focul vostru-n vine, „Viața-n libertate ori moarte!“ strigă toți. Pre voi vă nimiciră a pizmei răutate Și oarba neunire la Milcov și Carpați! Dar noi, pătrunși la suflet de sfânta libertate, Jurăm că vom da mâna, să fim pururea frați! O mamă văduvită de la Mihai cel Mare Pretinde de la fii-și azi mână d-ajutori, Și blastămă cu lacrămi în ochi pe orișicare, În astfel de pericul s-ar face vânzători! De fulgere să piară, de trăsnet și pucioasă, Oricare s-ar retrage din gloriosul loc, Când patria sau mama, cu inima duioasă, Va cere ca să trecem prin sabie și foc! N-ajunse iataganul barbarei semilune, A cărui plăgi fatale și azi le mai simțim; Acum se vâră cnuta în vetrele străbune, Dar martor ne e Domnul că vii nu o primim! N-ajunse despotismul cu-ntreaga lui orbie, Al cărui jug din seculi ca vitele-l purtăm; Acum se-ncearcă cruzii, în oarba lor trufie, Să ne răpească limba, dar morți numai o dăm! Români din patru unghiuri, acum ori niciodată Uniți-vă în cuget, uniți-vă-n simțiri! Strigați în lumea largă că Dunărea-i furată Prin intrigă și silă, viclene uneltiri! Preoți, cu crucea-n frunte căci oastea e creștină, Deviza-i libertate și scopul ei preasfânt. Murim mai bine-n luptă, cu glorie deplină, Decât să fim sclavi iarăși în vechiul nost'pământ! | Deщеаптъ-те, роmъnе, dіn соmnȢл чел dе móрте Ꙟn каре тĕ аdъnчіръ барбарii dе тіраnĭ! АкȢm орĭ nічĭ оdатъ кроĭеще'цĭ алтъ сóрте Ла кареа съ се 'nкіnе ші крȢzіĭ тъĭ dȢшmаnĭ! АкȢm, орĭ nічĭ оdатъ съ dъm dовеzĭ ла лȢmе, Къ 'nасте mъnĭ mаĭ кȢрџе Ȣn съnџе dе роmаn, Шĭ къ'n а nóстре пептȢрĭ пъстръm кȢ фалъ Ȣn nȢmе ТрĭȢmфътор dе пополĭ, Ȣn nȢmе dе Траĭаn. Ꙟnалцъ'цĭ лата фрȢnте, ші каȢтъ 'n џіȢр dе тіnе КȢm стаȢ ка браzĭ ꙟн mȢnте воĭnічĭ сȢте dе mіĭ! Ꙋn глас еĭ mаĭ ащеатъ ші сар ка лȢпĭ ꙟн стіnе Бътръnĭ, бърбацĭ, жȢnĭ, тіnерĭ dіn mȢnцĭ ші dіn къmпіĭ! Прівіцĭ mъреце Ȣmбре, МіхаĭȢ, Щефаn, Корвіnе Ла nаціа роmъnъ, л'аĭ востріĭ стръnепоцĭ! КȢ брацеле арmате, кȢ фокȢл вострȢ'n віnе, Віĭацъ 'n лібертате, орĭ móрте стрігъ тоцĭ! Пре воĭ въ nimiчіръ а пісмеĭ ръȢтате Ші óрба nеȢnіре ла Мілкоб ші Карпацĭ! Daр nоĭ пътрȢnшĭ ла сȢфлет de сфъnта лібертате, ЖȢръm, къ воm da mъna, съ фіm пȢрȢреа фрацĭ! О mаmъ веdȢвітъ dела МіхаĭȢ чел mаре Претіndе dела фіі'шĭ аzĭ mъnъ d'ажȢтор; Ші бластъmъ кȢ лакръmĭ ꙟн окĭ, пе орĭ шікаре, Ꙟn астфелĭȢ dе перікȢл се фаче въnzътор. De фȢлџере съ пеаръ, de тръсnет ші пȢчóсъ, Орĭ каре с'ар ретраџе din глоріосȢл лок, Къnd патріа саȢ mama кȢ іnima dȢióсъ, Ва чере ка съ тречеm прin сабіе ші фок. N'aжȢnсе iaтагаnȢл барбареĭ сеmiлȢnе, А кърȢĭ плъџĭ фатале ші аzĭ ле maĭ сіmціm; АкȢm се вѫръ кnȢта ꙟн ветреле стръбȢnе, Daр maртор nе é DomnȢл къ віĭ nȢ о прііmim. N'aжȢnсе dеспотісmȢл кȢ 'nтеага лȢĭ орбіе, А кърȢĭ жȢг din веакȢрĭ ка вітеле'л пȢртъm; АкȢm се 'nчеаркъ крȢzіĭ ꙟн óрба лор трȢфіе, Съ ne ръпіаскъ ліmба: dар mорцĭ nȢmaĭ о dъm! Роmъnĭ dіn патрȢ ȢnгĭȢрĭ, акȢm, орĭ nічĭ оdатъ Ꙋnіцĭ'въ ꙟн кȢџет, Ȣnіцĭ'въ 'n сіmцірĭ! Стрігацĭ ꙟн лȢmеа ларгъ къ DȢnъреа'ĭ фȢратъ Пріn іnтрігъ ші сілъ, віклеnе Ȣnелтірĭ! Преоцĭ, кȢ крȢчеа'n фрȢnте, къчĭ óстеа é крещіnъ, Deвіzа'ĭ лібертате, ші скопȢл еĭ преа сфъnт! МȢріm mаĭ біnе 'n лȢптъ, кȢ глоріе deпліnъ, Deкът съ фіm склаві ĭаръшĭ ꙟн векĭȢл nост пъmъnт! | [deʃˈte̯aptəte roˈmɨne din ˈsomnul t͡ʃel de ˈmo̯arte] [ɨŋ ˈkare te̯adɨnˈt͡ʃirə barˈbarij de tiˈranʲ] [aˈkum orʲ nit͡ʃoˈdatə kroˈjeʃtet͡sʲ ˈaltə ˈso̯arte] [la ˈkare sə seŋˈkine ʃi ˈkruzij təj duʃˈmanʲ] [aˈkum orʲ nit͡ʃoˈdatə sə dəm doˈvezʲ la ˈlume] [kən ˈaste mɨnʲ maj ˈkurd͡ʒe un ˈsɨnd͡ʒe de roˈman] [ʃi kən a ˈno̯astre ˈpjepturʲ pəsˈtrəm ku ˈfaləwn ˈnume] [tri.umfəˈtor ɨn ˈlupte un ˈnume de traˈjan] [ɨˈnalt͡sət͡sʲ ˈlata ˈfrunte ʃi ˈkawtən d͡ʒur de ˈtine] [kum staw ka brazʲ ɨn ˈmunte vojˈnit͡ʃʲ ˈsute de mij] [uŋ ɡlas jej maj aʃˈte̯aptə ʃi sar ka lupʲ ɨn ˈstɨne] [bəˈtrɨnʲ bərˈbat͡sʲ ʒunʲ ˈtinerʲ din munt͡sʲ ʃi diŋ kɨmˈpij] [priˈvit͡sʲ məˈret͡se ˈumbre miˈhaj ʃteˈfan korˈvine] [roˈmɨna nat͡siˈune aj ˈvoʃtri strəneˈpot͡sʲ] [ku ˈbrat͡sele arˈmate ku ˈfokul ˈvostrun ˈvine] [viˈat͡san liberˈtate orʲ ˈmo̯arte ˈstriɡə tot͡sʲ] [pre voj və nimiˈt͡ʃirə a ˈpizmej rə.uˈtate] [ʃi ˈo̯arba ne.uˈnire la ˈmilkov ʃi karˈpat͡sʲ] [dar noj pəˈtrunʃʲ la ˈsuflet de ˈsfɨnta liberˈtate] [ʒuˈrəm kə vom da ˈmɨna sə fim ˈpurure̯a frat͡sʲ] [o ˈmamə vəduˈvitə de la miˈhaj t͡ʃel ˈmare] [preˈtinde de la ˈfijʃʲ azʲ ˈmɨnə daʒuˈtorʲ] [ʃi ˈblastəmə ku ˈlakrəmʲ ɨn okʲ pe oriʃiˈkare] [ɨn ˈastfel de peˈrikul sar ˈfat͡ʃe vɨnzəˈtorʲ] [de ˈfuld͡ʒere sə ˈpjarə de ˈtrəsnet ʃi puˈt͡ʃo̯asə] [orʲˈkare sar reˈtrad͡ʒe diŋ ɡloriˈosul lok] [kɨnd ˈpatri.a saw ˈmama ku ˈinima duˈjo̯asə] [va ˈt͡ʃere ka sə ˈtret͡ʃem prin ˈsabi.e ʃi fok] [ˈnaʒund͡ʒe jataˈɡanul barˈbarej semiˈlune] [a ˈkəruj pləd͡ʒʲ faˈtale ʃi azʲ le maj simˈt͡sim] [aˈkum se ˈvɨrə ˈknuta ɨn ˈvetrele strəˈbune] [dar ˈmartor ne je ˈdomnul kə vij nu o priˈmim] [ˈnaʒund͡ʒe despoˈtismul kunˈtre̯aɡa luj orˈbi.e] [al ˈkəruj ʒuɡ de ˈsekulʲ ka ˈvitelel purˈtəm] [aˈkum senˈt͡ʃe̯arkə ˈkruzij ku ˈo̯arba lor truˈfi.e] [sə ne rəˈpe̯askə ˈlimba dar mort͡sʲ ˈnumaj o dəm] [roˈmɨnʲ din ˈpatru ˈuŋɡjurʲ aˈkum orʲ nit͡ʃoˈdatə] [uˈnit͡sivə ɨŋ ˈkud͡ʒet uˈnit͡sivən simˈt͡sirʲ] [striˈɡat͡sʲ ɨn ˈlume̯a ˈlarɡə kə ˈdunəre̯aj fuˈratə] [prin ˈintriɡə ʃi ˈsilə viˈklene unelˈtirʲ] [ˈpre.ot͡sʲ ku ˈkrut͡ʃe̯an ˈfrunte kət͡ʃʲ ˈo̯aste̯a e kreʃˈtinə] [deˈvizaj liberˈtate ʃi ˈskopul ej pre̯aˈsfɨnt] [muˈrim maj ˈbinen ˈluptə ku ˈɡlori.e deˈplinə] [deˈkɨt sə fim sklavʲ ˈjaraʃʲ ɨn ˈvekjul nost pəˈmɨnt] |

### Traducción al español
¡Despiértate, rumano, del sueño de la muerte
en el que te sumieron los bárbaros tiranos!
Ahora o nunca, fórjate otro destino
ante el cual se inclinen hasta tus crueles enemigos.
Ahora o nunca demos pruebas al mundo
de que por estas manos aún corre una sangre de romana,
y de que en nuestro corazón conservamos con orgullo
un nombre que triunfa en la lucha, ¡el nombre de Trajano!
Mirad, gloriosas sombras de Miguel, Esteban, Corvino
a la nación rumana, pues es vuestra descendiente.
Con brazos armados, con vuestro fuego en las venas
"¡Vida en libertad o muerte!" gritan todos.
Sacerdotes con la cruz al frente, porque el ejército es cristiano.
El lema es libertad y su propósito es sagrado.
¡Antes muramos en la lucha, plenos de gloria,
que ser de nuevo esclavos en nuestra vieja tierra!